# Federico Nicoli Cristiani
Pour les articles homonymes, voir Nicoli et Cristiani.
Federico Nicoli Cristiani (Brescia, 1771 - Mantoue 1839) est typographe, homme de lettres et historien de l'art italien.

## Ouvrages
- Il est connu pour son ouvrage de référence : Della Vita delle pitture di Lattanzio Gambara; Memorie Storiche aggiuntevi brevi notizie intorno a' più celebri ed eccelenti pittori Bresciani (1807)
- Il est aussi l'auteur d'un opuscule tendant à démontrer la Quadrature du cercle [1].
- Brevi memorie sulla vita di Anna Maria Bosio[2].